# Elsted and Treyford
Elsted and Treyford är en civil parish i Storbritannien.   Den ligger i grevskapet West Sussex och riksdelen England, i den södra delen av landet, 80 km sydväst om huvudstaden London. Arean är 15,9 kvadratkilometer.
Terrängen i Elsted and Treyford är platt västerut, men österut är den kuperad.